# Salim Saidalijew
Salim Saidalijew (* 8. September 1998) ist ein tadschikischer Leichtathlet, der im Hochsprung und im Dreisprung an den Start geht.

## Sportliche Laufbahn
Erste Erfahrungen bei internationalen Meisterschaften sammelte Salim Saidalijew im Jahr 2022, als er bei den Islamic Solidarity Games in Konya mit übersprungenen 2,04 m den siebten Platz im Hochsprung belegte und im Dreisprung mit 13,53 m auf Rang acht landete. 2025 verpasste er bei den Asienmeisterschaften in Gumi mit 1,95 m den Finaleinzug im Hochsprung und gelangte im Dreisprung mit 14,46 m auf Rang 15.
In den Jahren von 2019 bis 2022 wurde Saidalijew tadschikischer Meister im Dreisprung sowie 2019, 2022 und 2025 auch im Hochsprung.

## Persönliche Bestleistungen
- Hochsprung: 2,09 m, 5. Mai 2022 in Duschanbe
- Dreisprung: 14,45 m (+1,3 m/s), 28. Mai 2025 in Gumi